# Llavorsí
Llavorsí település Spanyolországban, Lleida tartományban. Llavorsí La Guingueta d’Àneu, Vall de Cardós, Tírvia, Farrera, Montferrer i Castellbò, Soriguera és Rialp községekkel határos. Lakosainak száma 336 fő (2024).

## Népesség
A település népessége az utóbbi években az alábbiak szerint változott:
| Lakosok száma | 553  | 811  | 730  | 601  | 240  | 330  | 374  | 367  | 352  | 336  |
|               | 1717 | 1887 | 1936 | 1960 | 1986 | 2004 | 2009 | 2014 | 2019 | 2024 |